# Mouhamadou Seye
Mouhamadou Moustapha Seye (* 10. října 1988, Dakar) je slovenský fotbalový útočník původem ze Senegalu, který v současnosti působí v maďarském klubu Lombard-Pápa TFC. Slovenské občanství má od září 2008.

## Klubová kariéra
Seye přišel na Slovensko ve svých 16 letech a bylo to za dramatických okolností. Ze Senegalu odešel tajně, na Slovensko se dostal prostřednictvím údajného fotbalového skauta, který jej však nechal na hotelu a zmizel. Mladý fotbalista se tak octl sám v neznámé krajině. Když mu vypršelo povolení k pobytu, rozhodl se přejít přes hranici do Rakouska, ale byl chycen a umístěn v azylovém táboře v Brezové pod Bradlom. Zde začal hrát v místním FK Brezová pod Bradlom, odkud se díky svým fotbalovým kvalitám dostal do MFK Dubnica. Poté si v nové zemi zvykl a dostal i slovenské občanství. V létě 2009 odešel společně s dalšími třemi hráči z Dubnice do FK Dukla Banská Bystrica.
V srpnu 2011 podepsal tříletou smlouvu s řeckým týmem PAE Panaitolikos, ale ten byl rozvázán v lednu 2012 po jeho dvou odehraných ligových zápasech. Následovalo angažmá v maďarském klubu Lombard-Pápa TFC, který jej obratem poslal na hostování do Zalaegerszegi TE. V Maďarsku ale byly problémy s vyplácením výplat a tak se dohodl na rozvázání smlouvy a před sezonou 2013/14 přestoupil do katarského klubu Al-Markhiya SC. Zde dostal smlouvu do léta 2014.
V září 2014 se vrátil na Slovensko do FK Dukla Banská Bystrica. V únoru 2015 odešel do dalšího bývalého působiště, do maďarského týmu Lombard-Pápa TFC.